# Reintal (Gemeinde Bernhardsthal)
Reintal (auch Reinthal) ist ein Angerdorf im nordöstlichen Weinviertel in Niederösterreich zwischen Katzelsdorf und Bernhardsthal an der Staatsgrenze zu Tschechien. Der Ort ist eine Katastralgemeinde von Bernhardsthal (Bezirk Mistelbach).

## Geografie
Reintal liegt an der Grenze zur tschechischen Stadt Břeclav, zu der nördlich des Ortes über die Lundenburger Straße B 47 auch ein Grenzübergang besteht.
In Reintal treffen die Lundenburger Straße B 47 und die Bernstein Straße B 49 aufeinander. Über dem Ort erhebt sich der Reinberg mit der Kirche. Südlich des Ortes fließt der Hamelbach vorüber und trennt den Ort vom Meierhof. Weiters verläuft auch der Radfernweg EuroVelo 9 durch Reintal, welcher Danzig in Polen über Brno und Wien mit Pula in Kroatien verbindet.

## Geschichte
Mit bronzezeitlichen Funden wurde die älteste urgeschichtliche Siedlungsstelle in der Gegend der „Wiesäcker“ lokalisiert. Die Gründung des heutigen Ortes wird um 1050 angenommen, allerdings verödete der Ort zur Zeit der Hussitenkriege für einige Jahrzehnte und wurde neu angelegt. Ursprünglich wird der Ort als einzeiliges Straßendorf genannt und erscheint heute als Angerdorf. Bis zur Aufhebung der Patrimonialherrschaften blieb das Dorf der Herrschaft Feldsberg untertänig. Mit 1. Jänner 1971 wurden die Gemeinden Reinthal, Katzelsdorf und Bernhardsthal zur Großgemeinde Bernhardsthal zusammengeschlossen.

## Kultur und Sehenswürdigkeiten
- Katholische Pfarrkirche Reintal Allerheiligste Dreifaltigkeit

## Persönlichkeiten
Ehrenbürger der Gemeinde
- Landesrat Ökonomierat Matthias Bierbaum (* 1916; † 1995)
- Hofrat Dr. Karl Mattes, Bezirkshauptmann 1946–1956
- Hofrat Mag. Karl Müller, Bezirkshauptmann 1967–1977
- Dr. Josef Tanzer, Tierarzt
- Johann Bock, Bürgermeister 1929–1938